# サートー

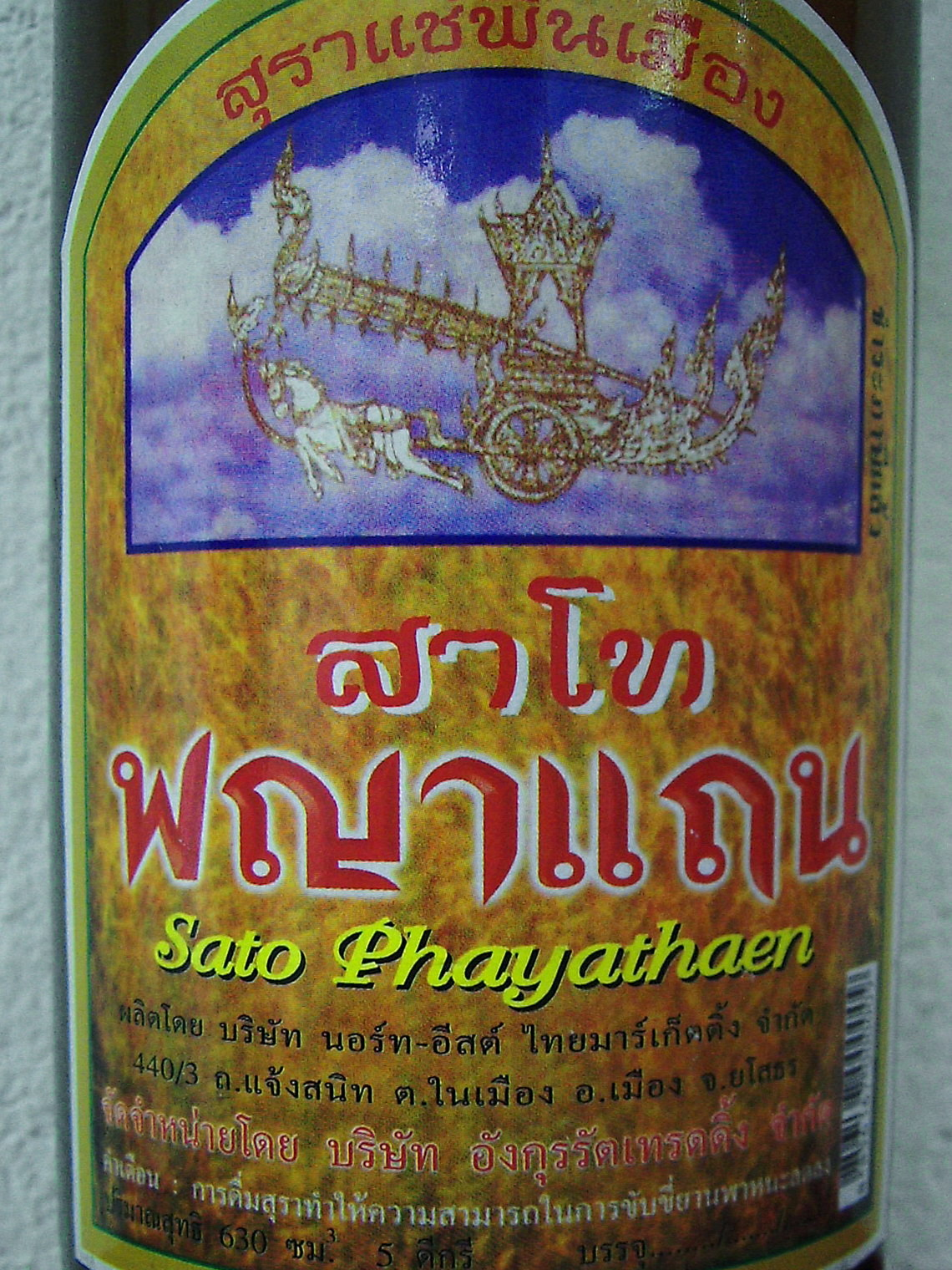
サートー

サートー（タイ語: สาโท、英: sato、発音 [sǎː.tʰōː]）は、タイのライスワイン（米を原料とした醸造酒）。ナム・カオ（タイ語: น้ำข้าว、nam khaao、namは水、khaaoは米）とも呼ばれる。同国東北部の農村で広く造られている。サトやサートゥの表記もある。

## 製法
原料となるもち米を洗い3 - 10時間ほど浸水させる。水を切って30 - 60分ほどかけて蒸し煮を行い、室温で放冷する。米飯をざるや網袋に入れて川や井戸の水で洗い、粘りを流す。米3kgに対して20gほどの比率でルクパンという餅麹の粉末を散布し、土器の壺に移す。
壺の口にバナナの葉や布で蓋をし、4 - 7日ほどかけて発酵させる。液化が進んだ段階で加水して、さらに数日発酵させる場合もある。丁寧に造れば失敗が少ないため、稲作の盛んなタイ東北部では広く飲まれている。2002年の報告では、ビール瓶3本のサートーの価格が100バーツであった。